# Алайська долина

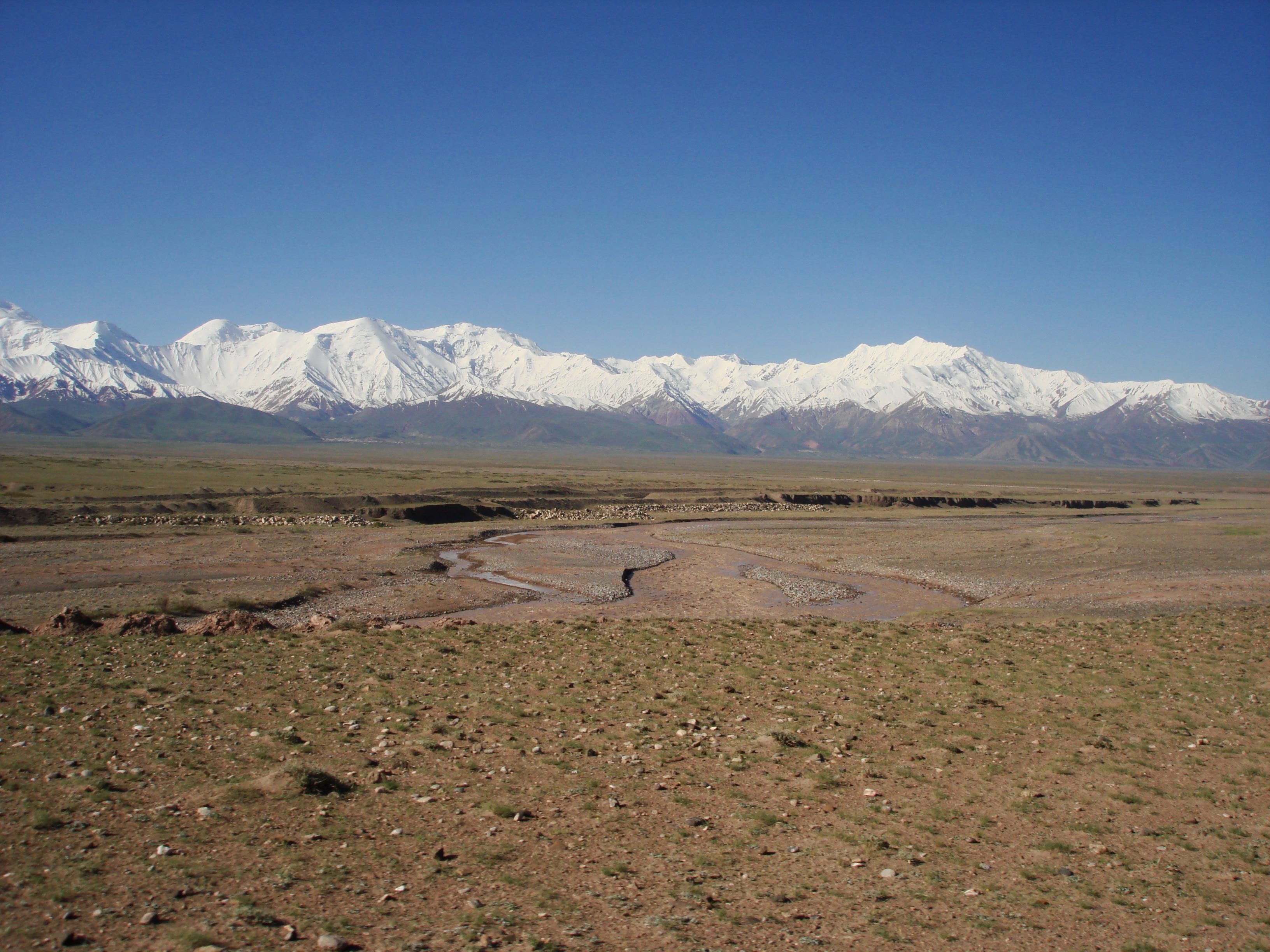
Алайська долина, Заалайський хребет, річка Кизилсу

Ала́йська доли́на — міжгірна улоговина між Алайським та Заалайським хребтами в Киргизстані та Таджикистані. Висота від 2 240 м на заході до 3 536 м на сході (перевал Томурун). Простягається на 150 км з заходу на схід при ширині від 8 до 25 км. Площа 1 712 км².
Складена переважно алювіальними і пролювіальними відкладами. Зрошується річкою Кизилсу; має багато сухих русел та піщаних масивів.
Клімат різко континентальний, суворий. Днище долини вкрите степовою рослинністю (типчак, ковиль та деякі субальпійські рослини). Одне з найкращих високогірних пасовиськ. В західній частині долини — поливне землеробство.